# ライヴ・アット・シェイ・スタジアム
ライヴ・アット・シェイ・スタジアム (The Clash: Live At Shea Stadium) はパンク・ロック・バンド、ザ・クラッシュのライブ・アルバム。1982年、ザ・フーのシェイ・スタジアムでの公演2日目のオープニングアクトの録音で、コズモ・ヴァイナルがプロデュースしたライヴである。音源はジョー・ストラマーが引越しの荷造りをしていた時に発掘された。イギリスでは2008年10月6日に、アメリカではその翌日にリリースされた。

## 収録曲
1. コズモ・ヴァイナル・イントロダクション - 1分10秒
2. ロンドン・コーリング "London Calling"（ストラマー/ジョーンズ) - 3分29秒
3. ポリス・オン・マイ・バック "Police On My Back"（E.グラント） - 3分28秒
4. ブリクストンの銃 "The Guns of Brixton"（シムノン） - 4分07秒
5. トミー・ガン "Tommy Gun"（ストラマー/ジョーンズ） - 3分19秒
6. 7人の偉人 "The Magnificent Seven"（ザ・クラッシュ） - 2分33秒
7. アルマゲドン・タイム "Armagideon Time"（ウィリー・ウィリアムス/J.ミトー） - 2分55秒
8. 7人の偉人(return) "The Magnificent Seven (Return)"（ザ・クラッシュ） - 2分23秒
9. ロック・ザ・カスバ "Rock the Casbah"（ザ・クラッシュ） - 3分21秒
10. トレイン・イン・ヴェイン "Train in Vain"（ストラマー/ジョーンズ） - 3分45秒
11. 出世のチャンス "Career Opportunities"（ストラマー/ジョーンズ） - 2分05秒
12. スペイン戦争 "Spanish Bombs"（ストラマー/ジョーンズ） - 3分18秒
13. クランプダウン "Clampdown"（ストラマー/ジョーンズ） - 4分26秒
14. イングリッシュ・シヴィル・ウォー "English Civil War"（伝承曲: ストラマー/ジョーンズによる編曲） - 2分39秒
15. シュド・アイ・ステイ・オア・シュド・アイ・ゴー "Should I Stay Or Should I Go"（ザ・クラッシュ） - 2分44秒
16. アイ・フォート・ザ・ロウ "I Fought the Law"（ソニー・カーティス） - 3分22秒

## メンバー
- ジョー・ストラマー - ボーカル、ギター、ベース（#4）
- ミック・ジョーンズ - ギター、ボーカル
- ポール・シムノン - ベース、ボーカル・ギター（#4）
- テリー・チャイムズ - ドラムス

- グリン・ジョーンズ - ライヴ録音
- デヴィッド・ベイツ - 修復、ミキシング
- マーク・フリス - 修復、ミキシング
- ティム・ヤング - マスター・レコーディング
- ボブ・グルーエン - ブックレットの写真
- ジョー・スティーヴンス - ブックレットの写真
- トリシア・ロネーヌ - マネージャー